# 삼목도

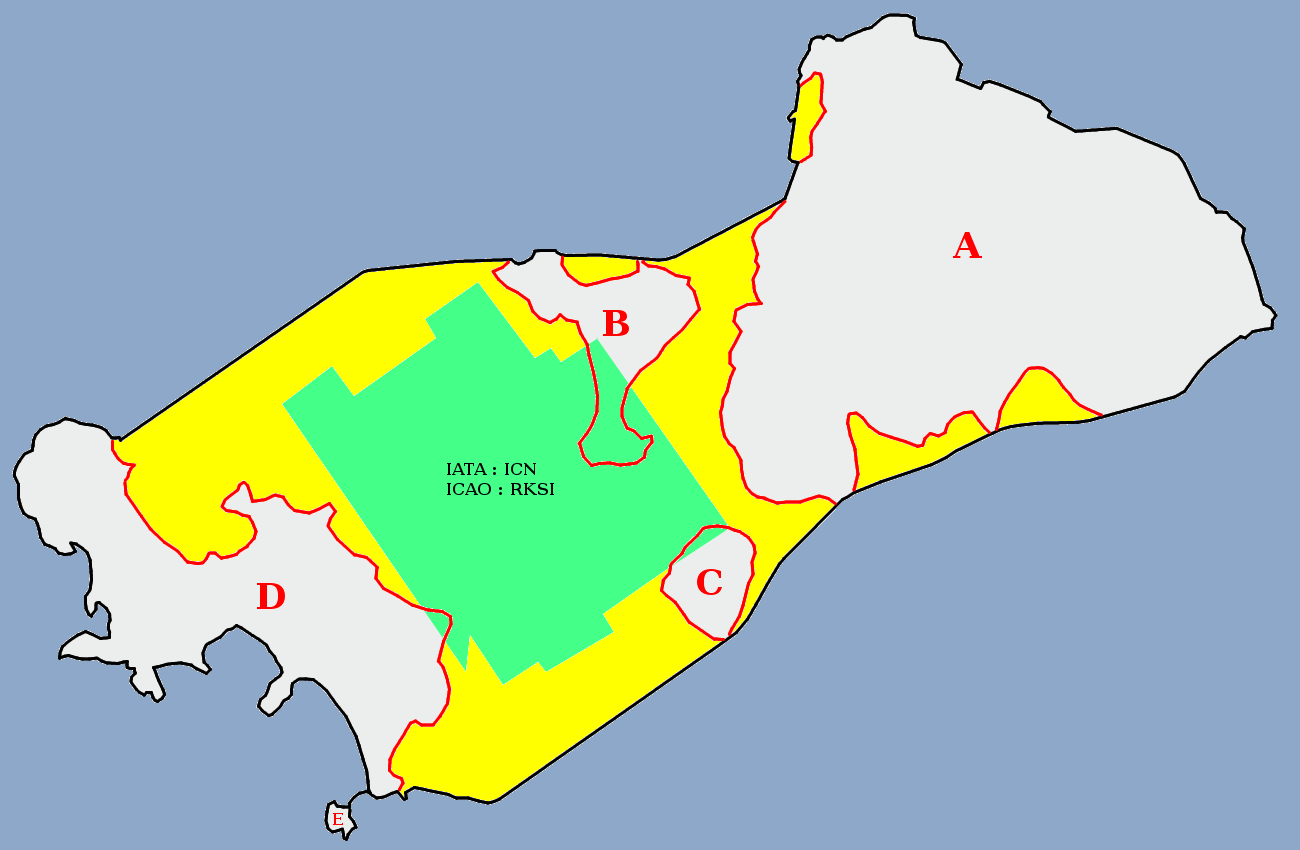
A: 영종도, B: 삼목도, C: 신불도, D: 용유도, E: 잠진도, 황색: 간척지, 녹색: 인천공항

삼목도(三木島)는 인천광역시 중구의 섬이었다. 삼목 선착장은 이 섬의 이름을 따라 지은 것이다. 이 섬에서는 삼국시대에 축조된 것으로 보이는 '퇴뫼재토성'이 발견되기도 했다.
인천국제공항을 만들면서 영종도와 용유도 사이의 바다를 매립하여 이 섬과 신불도도 하나의 섬으로 합쳐졌다. 합쳐진 섬은 영종도 또는 영종용유도라고 한다.